# Nouvelle cuisine
Pour les articles homonymes, voir Nouvelle cuisine (homonymie).
La nouvelle cuisine est un mouvement culinaire suscité en France en 1973 par les critiques gastronomiques Henri Gault et Christian Millau.

## Genèse
Lorsque l’on parla de « nouvelle cuisine » au début des années 1970 pour englober les ruptures culinaires amorcées par Michel Guérard, Alain Senderens, les frères Troisgros ou encore Alain Chapel, on oublia de rappeler qu’une nouvelle cuisine avait déjà vu le jour au XVIIIe siècle,.
Des cuisiniers tels que Menon ou Marin prônèrent une nouvelle façon de travailler, moquée par Desalleurs ou encore Voltaire, dont l'« estomac ne s’accommode point de nouvelle cuisine ». Dans une réédition de 1983 du Cuisinier françois de François Pierre La Varenne (1651) dont le texte est présenté par Jean-Louis Flandrin, Philip et Mary Hyman, ces derniers soulignent les points communs entre la nouvelle cuisine du XXe siècle et le discours de La Varenne. En effet, Le Cuisiner françois s’avère être la première trace de l’émancipation de la cuisine française face à la cuisine médiévale qui dominait alors l’Europe occidentale. Elle bascule dès lors dans une nouvelle ère, celle d’une cuisine moderne. On parle alors de la naissance d’une « grande cuisine française ». Celle-ci naît d’une érosion du modèle précédent, entamée dès la Renaissance. Cette rupture s’est donc faite progressivement et fut notamment liée à la mise en place de nouveaux critères de distinction.
L’usage des épices orientales s’étant banalisé, la cuisine aristocratique décide de les remplacer par des aromates produits sur le territoire du royaume : ciboule, échalotes, anchois, câpres, champignons, et en particulier la truffe noire qui devient le symbole de la haute cuisine. On abandonne également les sauces acides et maigres du Moyen Âge au profit des sauces grasses (le beurre devient la graisse de prédilection) qui laissent plus de place au goût propre des aliments. Des auteurs tels que Nicolas de Bonnefons, L. S. R. ou encore Pierre de Lune, poursuivent le travail de La Varenne en reprochant à « l’ancienne cuisine » de trop « déguiser » les viandes et de proposer une profusion de garnitures qui vont à l’encontre de leur idée d’une cuisine qui respecte le goût naturel des aliments, avec des assaisonnements équilibrés et des accords nouveaux. Selon Nicolas de Bonnefons, il faut qu’un potage aux choux « sente entierement le chou, aux porreaux le porreau, aux navets, le navet & ainsi les autres, laissant les compositions pour les Biques, Panades & autres desguisements dont on doit plustot gouster que de s’en remplir ». Comment ne pas y trouver des similitudes avec le discours des chefs de la nouvelle cuisine du XXe siècle ? « Le produit, seul, est la vérité. Le produit, seul, est la vedette et non le cuisinier qui ne fait que le respecter » disait Alain Chapel.
Pour comprendre la rupture que fut la nouvelle cuisine au XXe siècle, il nous faut remonter à la France de l’après-guerre. Après plusieurs années de privation, les Français n’aspirent qu’à une seule chose : se venger de la faim. À Paris notamment, la population qui avait connu les tickets de rationnement et le marché noir se rue sur l’alimentation qui abonde de nouveau. Les plus fortunés d’entre eux réservent chez les grandes adresses de l’après-guerre (Lapérouse, La Tour d'Argent, Maxim's, Lucas Carton) et s’empiffrent de viandes rouges, de volailles, de crustacés, de foie gras et de truffes. Le week-end, ils prennent la Nationale 7 pour s’offrir des escapades gastronomiques chez Hure à Avallon, Bise à Talloires, Thuillier aux Baux-de-Provence et dans les grandes maisons provinciales de la fin des années 1940 (Dumaine, Point, Pic, la mère Brazier). Dans les assiettes, l’heure était aux retrouvailles avec un luxe trop longtemps interdit, la ripaille et les excès.
Parallèlement, la société française amorçait une profonde mutation, se lançant dans une période de croissance folle de 6 % en moyenne par an, jusqu’au choc pétrolier de 1973. Le changement est brutal. La France si démunie à la fin de la guerre peut désormais se rassasier. Le pays entre alors dans une frénésie de consommation, une époque marquée par la vitesse, l’exode rural, le travail des femmes, le culte du corps, le consumérisme et l’arrivée sur le marché de produits exotiques. Il faut alors imaginer que la cuisine d’avant-guerre était une protection, un refuge quasi maternel pour certains, face à ce monde en mouvement, synonyme de changement définitif de notre mode de vie. La haute cuisine d’alors était restée figée depuis le XIXe siècle, la codification d’Escoffier était si parfaite que personne (ou presque) n’osait faire autre chose que cette cuisine classique, qui, non dépoussiérée, devenait beaucoup trop lourde, grasse et prétentieuse pour une époque qui aspirait à de la légèreté, à la liberté.
Au mois de mai de l’année 1968, les étudiants dans la rue remettaient en cause tout ce qui était tabou, intouchable ou dangereux dans la société. Alors qu’en matière de cinéma et de littérature, les académismes étaient brisés avec la Nouvelle Vague et le nouveau roman, que les tabous tombaient dans la sexualité, la cuisine était toujours emprisonnée dans ses conventions issues du XIXe siècle. Pourtant remises en cause par des cuisiniers avant-gardistes tels qu’André Guillot, Jean Delaveyne, Charles Barrier ou dans un autre registre Raymond Oliver, les fondations de cette ère culinaire s’effritaient, tremblaient même, mais elles tenaient bon. Ces chefs ont néanmoins eu le mérite d’amorcer une révolution dans les casseroles que découvrirent deux jeunes journalistes en allant dîner chez un certain Paul Bocuse en 1964.
Henri Gault et Christian Millau, alors respectivement reporter et responsable des pages magazines de Paris-Presse, sont alors subjugués par une salade de haricots verts al dente, suivie de petits rougets de roche très peu cuits. Une cuisine toute en simplicité, à des années-lumière de ce qu’ils avaient l’habitude de manger. Bocuse leur recommanda alors de visiter les frères Troisgros à Roanne chez qui ils retrouvèrent le même esprit que celui de leur dîner chez Bocuse : simplicité, raffinement, légèreté, audace. En parcourant la France, ils découvrirent sans cesse des cuisiniers qui, sans forcément se connaître, partageaient cette même vision d’une cuisine émancipée de ses carcans : Michel Guérard, Jacques Manière, Claude Peyrot, les frères Minchelli, Alain Senderens, Alain Chapel, Roger Vergé, etc. Devant l’émergence simultanée de talents qui fissurèrent de toutes parts l’édifice d’Escoffier, Henri Gault et Christian Millau proclamèrent pour la première fois l’avènement de la « nouvelle cuisine française » dans leur mythique numéro 54 d’octobre 1973 du mensuel Gault et Millau. Le manifeste qui s’y trouve prône un véritable putsch des fourneaux, renversant l’ère culinaire du XIXe siècle et annonçant les dix commandements de la cuisine nouvelle qui en naîtra : réduction des temps de cuisson, nouvelle utilisation des produits (cuisine du marché), diminution du choix des cartes, ne pas être systématiquement moderniste, employer et s’adapter aux techniques d’avant-garde, stop au faisandage, alléger sa cuisine, ne pas ignorer la diététique, stop aux présentations truqueuses et être inventif, tout est désormais permis !
L’héritage de Mai 1968 se ressent particulièrement dans ce dixième commandement. En déclarant la liberté totale aux cuisiniers, Gault et Millau s’assurent de la fin de règne du Guide Culinaire d’Escoffier comme référentiel absolu. La nouvelle cuisine, en se posant comme anti-école, ouvre tous les champs du possible en matière de cuisine, ce qui constitue une révolution en soi tant la gastronomie était normée, enfermée dans ses dogmes et ses restaurants.

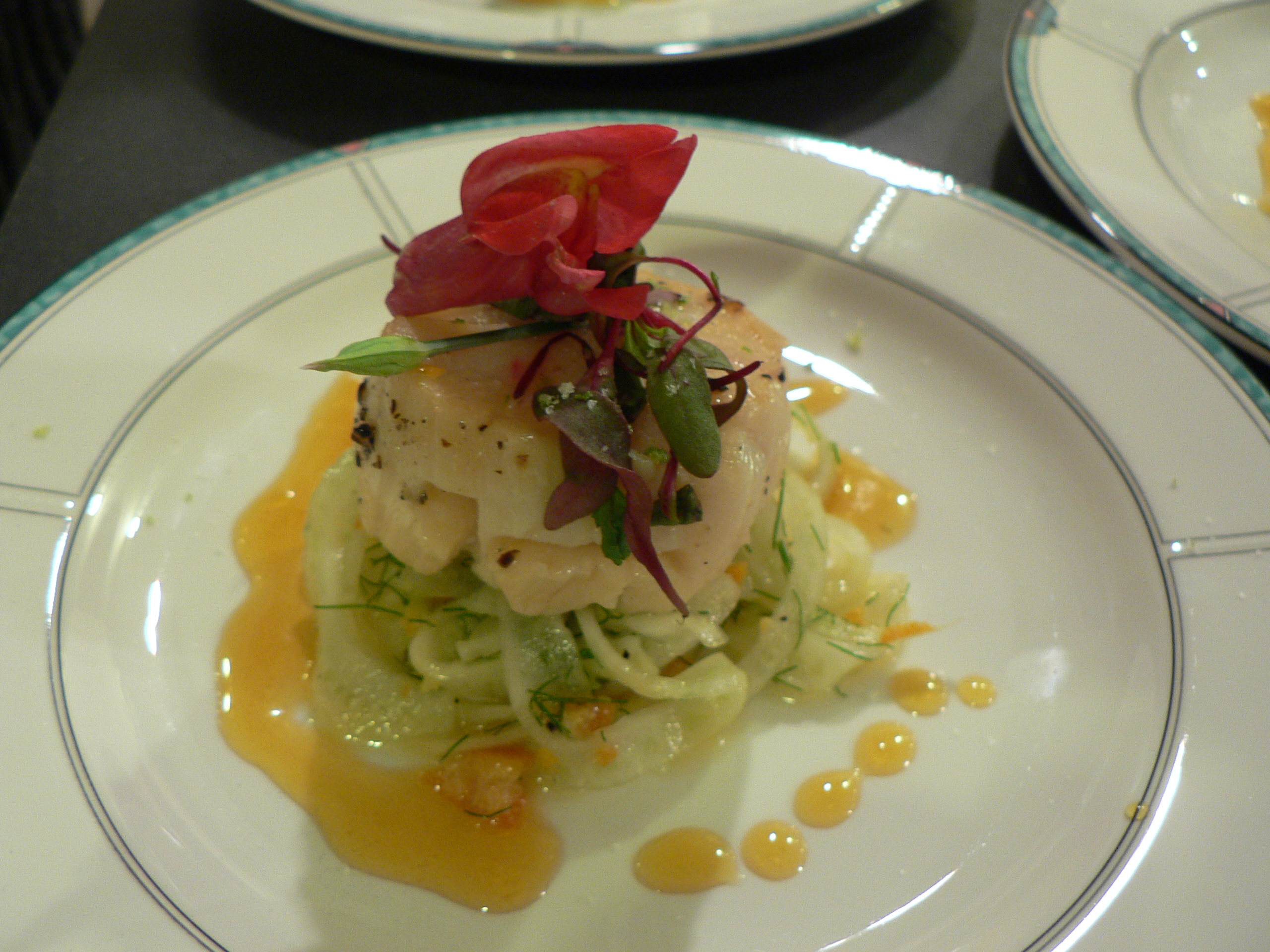
Coquilles Saint-Jacques au fenouil et sauce à la tangerine.

## Caractéristiques
La formule proposée par Gault et Millau, « nouvelle cuisine », fait mouche et attire l'attention sur des jeunes cuisiniers qui voulaient secouer les dogmes de la haute cuisine, reposant sur un répertoire limité de recettes, poisson au beurre blanc de La Mère Michel, canard au sang de La Tour d'Argent, cassolette de filets de sole de Lasserre, tournedos Rossini, sole à la Dugléré, etc.
Un autre point commun à ces cuisiniers — dont les plus connus sont Paul Bocuse, les Troisgros, Alain Chapel, Alain Senderens, Roger Vergé et Gérard Vié — est de bannir la mise en place qui comportait la perpétuelle préparation de fonds, sauces et mets préparés à l'avance pour être réchauffés avant d'être servis. Ils travaillent les produits qu'ils choisissent eux-mêmes au marché juste avant de les servir.
Ils cherchent pour les sauces la légèreté déjà trouvée par André Guillot en 1934 ; les liaisons à base de farine sont abandonnées au profit de sauces légères à base de fines herbes, d’épices, de jus de viande, d’essences et d’infusions.
Ils utilisent les juliennes de petits légumes comme Alex Humbert, et adaptent leurs menus en fonction du choix du marché comme l'avait fait Raymond Oliver.
Ils utilisent les épices par petites touches, pour faire ressortir le goût du produit qu'elles accompagnent et non pour les mettre en valeur elles-mêmes.
Ils utilisent de nouveaux outils (mixeur, sorbetière, réfrigérateur, casserole anti-adhésive de type Tefal, micro-onde…) et, sous l'influence des diététiciens, préfèrent cuire à la vapeur, en papillotes ou au bain-marie, mouiller brièvement, griller, rôtir ; en résumé, cuire rapidement à la plus basse température possible pour respecter la saveur originelle des aliments et leur garder vitamines et sels minéraux.
Les portions servies sont restreintes, le nombre de services l'est drastiquement par rapport à l'ordonnance du grand repas français au XIXe siècle. Cela correspond aussi au souci de minceur exprimé par la société française, particulièrement pour les femmes.
Désirant stimuler chacun des cinq sens et particulièrement le visuel, la nouvelle cuisine privilégie la présentation et l’aspect des aliments au lieu de les surcharger de garnitures qui recouvraient des comestibles parfois surcuits. Elle rejoint cependant en cela une constante de la cuisine française qui a toujours accordé de l'importance au decorum. Le jeu de mots sur les appellations des mets n’est pas négligé non plus : on sert du gigot de poisson, des darnes de viande, des compotes de légumes, des soupes de fruits…

## Les 10 commandements de la nouvelle cuisine
Édictés par Christian Millau et Henri Gault en 1973, ces commandements étaient censés illustrer la ligne de conduite de tous les chefs qui voulaient s’inscrire dans les valeurs modernes de la cuisine dans les années 1970.
1. « Tu ne cuiras pas trop. »
2. « Tu utiliseras des produits frais et de qualité. »
3. « Tu allégeras ta carte. »
4. « Tu ne seras pas systématiquement moderniste. »
5. « Tu rechercheras cependant ce que t’apportent les nouvelles techniques. »
6. « Tu éviteras marinades, faisandages, fermentations, etc. »
7. « Tu élimineras les sauces riches. »
8. « Tu n’ignoreras pas la diététique. »
9. « Tu ne truqueras pas tes présentations. »
10. « Tu seras inventif. »

## Diffusion de la Nouvelle Cuisine

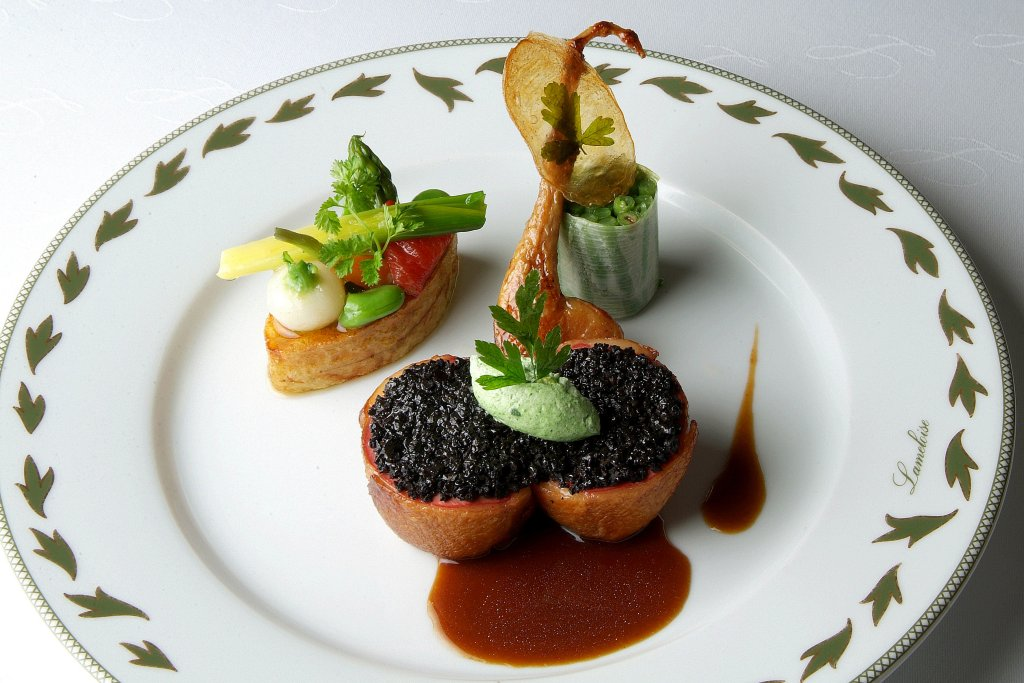
Quatre bouchées servies au restaurant Lameloise.

Les guides de Gault et Millau, mais plus encore les médias audio-visuels, mettent cette nouvelle cuisine en évidence et entretiennent la controverse. Raymond Oliver apparaît le premier dans une émission de télévision hebdomadaire, qui va durer quatorze ans et faire de lui une star. D'autres chefs y acquièrent de la notoriété et une richesse suffisante pour devenir de véritables hommes d'affaires, ouvrant leurs propres restaurants et investissant dans d'autres projets.
Paul Bocuse est le premier à diffuser cette cuisine à l'étranger, où elle remporte un grand succès.

## Le déclin
Ce succès « mondial » incite d'autres cuisiniers, moins formés ou moins doués[réf. nécessaire], à pratiquer cette cuisine nouvelle façon sans en respecter totalement les « règles »[réf. nécessaire]. Cela provoque une baisse de la qualité[réf. nécessaire] et alimente le discours de certains de ses détracteurs qui la tournent en dérision[réf. nécessaire]. Les portions minuscules esthétiques sont présentées sur des très belles assiettes ayant la taille de plats, la trace de sauce est très graphique dans l'espace résiduel, le vin « du restaurant » se trouve dans des verres très élégants.[pertinence contestée]
L'imitation devient plagiat, voire caricature et une « industrie de la nouvelle cuisine »[réf. nécessaire] se développe et aboutit aux stéréotypes des petits légumes, terrines de poisson, mousses de légumes, etc., au point que certains de ces innovateurs, comme Bocuse, vont affirmer leur retour aux valeurs d'Auguste Escoffier[réf. nécessaire].
Et dans les années 1980, le terme « nouvelle cuisine » a même parfois une connotation péjorative. Elle est délaissée pour d'un côté, la mise en concurrence de hautes cuisines nationales de plus en plus nombreuses et, de l'autre, l'affrontement de la gastronomie moléculaire avec la cuisine super naturelle. Ce qui donne lieu, à chaque fois, à de beaux affrontements entre néophiles et néophobes. La mondialisation a conduit depuis à des cuisines transnationales de mets et vins avec l'internalisation (en) de la consommation alimentaire de masse.
En dépit de l’héritage controversé de la nouvelle cuisine, il est indéniable que nombre de ses acquis ont été intégrés dans la cuisine actuelle et dans le monde entier :
- les produits doivent être frais et de qualité comme du temps de Mme Saint-Ange 1927 ;
- l'esthétique doit être présente autant que la saveur et la diététique comme du temps de Pellaprat 1966,

mais :
- le temps de cuisson doit être court et précis ;
- les sauces doivent être légères.